# Rúth Lányová
Rúth Salt-Lányová (rozená Lányová, 15. února 1925 Marangu – 26. srpna 2001, Sevenoaks, Anglie) byla česká hoteliérka a amatérská horolezkyně z původně uherského šlechtického rodu Lányů, usazená v Marangu u jezera Tanganika na území dnešní Tanzanie. Roku 1941 vystoupila jako první Evropanka na vrchol Kilimandžára, nejvyšší hory afrického kontinentu.

## Život

### Mládí

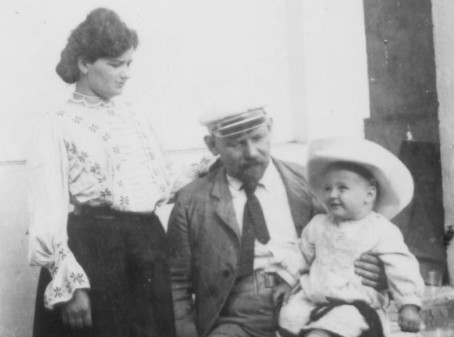
Martin Bohdan Lány s manželkou Emou a synem na misijní stanici

Narodila se roku 1925 do rodiny podnikatele a obchodníka Martina Bohdana Lányho a jeho ženy Emmy, rozené Pospíšilové, v Marangu na území tehdejší Britské východní Afriky. Měla čtyři sourozence. Otec byl potomkem evangelického luteránského faráře Karla Eduarda Lányho z Černilova nedaleko Hradce Králové, od roku 1895 pak nastoupil jako hospodářský úředník pro misijní stanici v Moshi v tehdejším státě Tanganika na území Německé východní Afriky. Po skončení misijní činnosti se zde usadil natrvalo, zakoupil farmu Marangu nedaleko Moshi a obchodoval s kožešinami. Zemi musela rodina opustit jakožto občané Rakouska-Uherska kvůli první světové válce. Lány se poté se svojí ženou do Tanganiky, již pod britskou správou, ve 20. letech 20. století vrátil a na úpatí Kilimandžára založil penzion Boarding-Hause, který sloužil jako výchozí stanice pro výstupy na vrchol hory.

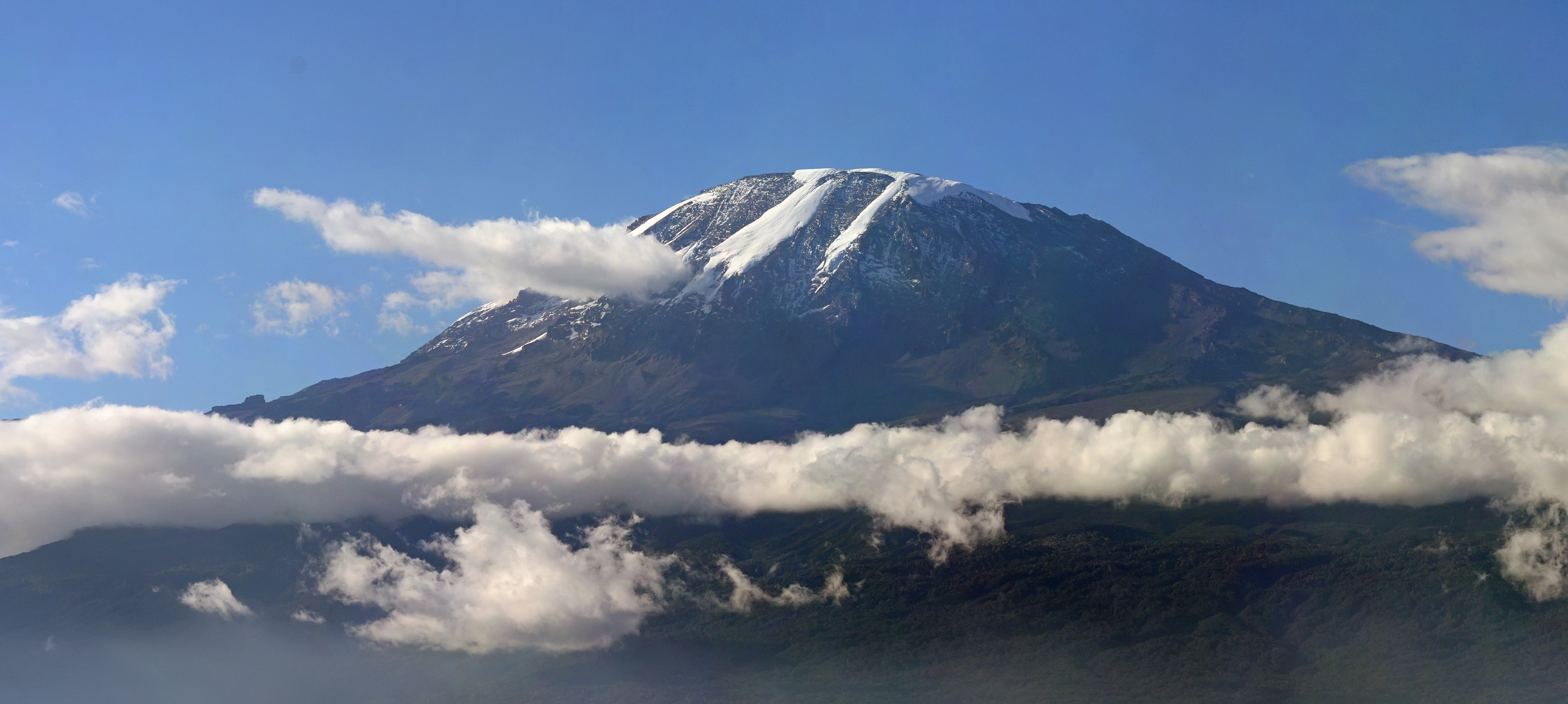
Kilimandžáro z pohledu od města Moshi

### Výstupy na Kilimandžáro
Ve svých šestnácti letech absolvovala Lányová roku 1941 svůj první výstup na Kilimandžáro, tedy do výšky 5 895 m n. m. Stala se tak první Evropankou, jejíž výstup byl zaznamenán, a zároveň nejmladší ženou, která horu zdolala. Druhý výstup absolvovala 28. ledna 1948 spolu s československými cestovateli Miroslavem Zikmundem a Jiřím Hanzelkou, kteří se zde zastavili na jejich výpravě po Africe s automobilem Tatra T 87. Spolu s nimi vystoupili také v keňském Nairobi usídlení Češi grafička Helena Lukešová a cestovatel Stanislav Škulina. Společně pak na vrcholu vztyčili československou vlajku.
Rúth Lányová se posléze provdala jako Salt(ová). V následujících letech se pak věnovala provozování penzionu Boarding-Hause, který nadále funguje (2015).
Je uvedeno, že se potomci Martina Bohdana Lányho navrátili na přelomu 20. a 21. století do České republiky.